# Gwiazdozbiór Wodnika
Wodnik (łac. Aquarius, dop. Aquarii, symbol , skrót Aqr) – dziesiąty co do wielkości gwiazdozbiór sąsiadujący z Wielorybem, Rybami, Delfinem i Rybą Południową, położony na południe od równika niebieskiego. Wodnik to jeden z najstarszych (w sensie antropologicznym) gwiazdozbiorów. Konstelacja znana była już w Babilonii i starożytnym Egipcie. Liczba gwiazd dostrzegalnych nieuzbrojonym okiem: około 90. W Polsce widoczny jesienią.

## Mity i legendy

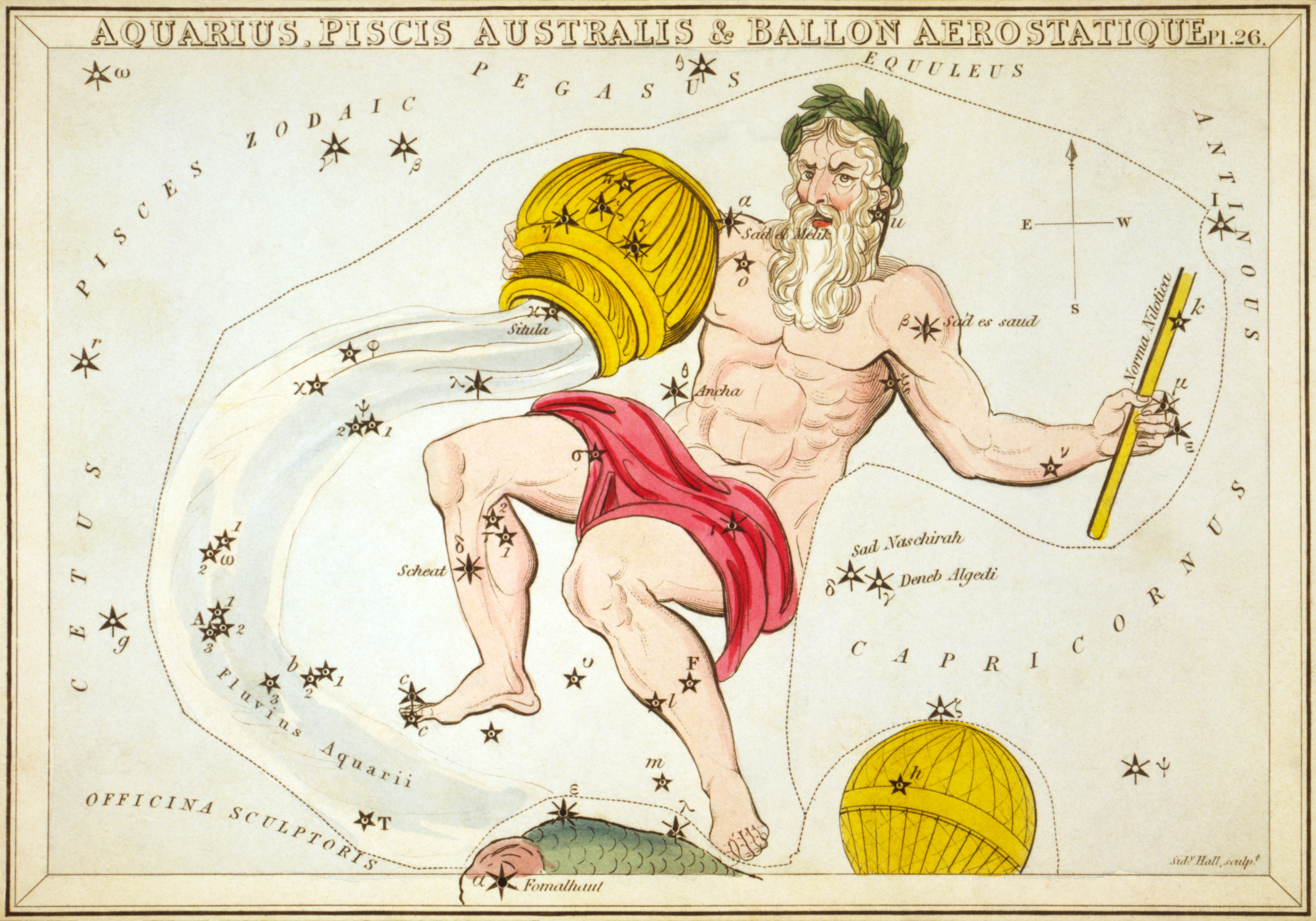
Wodnik wraz z nilometrem; widoczny jest także historyczny gwiazdozbiór Globus Aerostaticus

Słowo Aqua w łacińskiej nazwie gwiazdozbioru znaczy „woda”. Starożytni Egipcjanie identyfikowali blade gwiazdy Wodnika z bogami Nilu i wierzyli, że to ten gwiazdozbiór zaczyna coroczną życiodajną powódź. Nawiązaniem do tego jest przedstawienie go na niektórych mapach nieba z nilometrem (wodowskazem; łac. Norma Nilotica).
W mitologii greckiej motyw ten pojawia się w opowieści o wielkim potopie zesłanym na Ziemię przez Zeusa. Tylko nieliczni przetrwali katastrofę i dali początek nowej rasie ludzkiej (m.in. Deukalion). W tradycji greckiej Wodnika przedstawia się jako młodzieńca rozlewającego wodę z dzbana. Przyjmuje się, że położenie dzbana tożsame jest z kształtem litery Y utworzonym z gwiazd Gamma Aquarii (Sadachbia), Eta Aquarii, Zeta Aquarii oraz Pi Aquarii. Ciecz, która wylewa się z dzbana kończy się przy zarysie głowy w konstelacji Ryby Południowej – Piscis Austrinus. Wodnik to nie imię, lecz nazwa mitologicznej czynności, ewentualnie postaci. Najbardziej znanymi odpowiednikami wodnika w mitologii są: Ganimedes, Aristajos i Deukalion.
Ganimedes, najprzystojniejszy mężczyzna na Ziemi był synem Trosa, króla Troi, od imienia którego pochodzi nazwa miasta. Zeus zauroczony Ganimedesem zapragnął mieć go u swego boku. Przemieniwszy się w orła, porwał młodzieńca i przeniósł na Olimp, gdzie służył bogom, podając im wodę wymieszaną z nektarem i ambrozją. Właśnie dlatego na niebie niedaleko Wodnika znajduje się konstelacja Orła. Wodnika utożsamia się również z Deukalionem, synem Prometeusza i Klimeny. Błądził on po oceanie podczas dziewięcio-dniowego potopu i wreszcie dotarł do Parnasu. Tam stał się przodkiem nowej ludzkości. Słońce przesuwało się przez ten gwiazdozbiór Zodiaku wtedy, gdy w rejonie Morza Śródziemnego i na Bliskim Wschodzie panowała pora deszczów. U słowian można by mówić o deszczach świętojańskich.

## Wybrane obiekty

### Gwiazdy Wodnika
Ogólnie gwiazdy Wodnika są raczej blade, tylko dwie z nich są jaśniejsze niż trzeciej wielkości gwiazdowej. Najlepiej rozpoznawalna jest grupa gwiazd tworząca „dzban z wodą”, znajdująca się w południowo-wschodniej części konstelacji, a składająca się z gwiazd piątej i szóstej wielkości. Choć są blade, to wyraźnie je widać na ciemnym niebie.
- Sadalsuud (β Aqr, z arab. „najszczęśliwszy”), jest najjaśniejszą gwiazdą. Jest to żółty nadolbrzym typu G, sześciokrotnie cięższy, 50 razy większy i 2200 razy jaśniejszy od Słońca. Znajduje się w odległości 600 lat świetlnych od Słońca[1].
- Druga co do jasności gwiazda konstelacji to Sadalmelik (arab. „najszczęśliwsza gwiazda królestwa”; α Aqr), tylko niewiele mniej jasna od Beta (β) Aqr. Stanowi prawe ramię postaci i leży w pobliżu dzbana utworzonego z gwiazd γ, η, ζ oraz π Aqr. Pochodzenie i znaczenie obu nazw zaginęły w odmętach czasu.
- Gamma Aqr (Sadachbia), niebieskobiała gwiazda położona w odległości 158 lat świetlnych od Słońca[5].
- Delta Aqr (Skat) to niebieskobiała gwiazda znajdująca się w odległości 160 lat świetlnych[5].
- Epsilon Aqr (Albali) – czwartej wielkości niebieskobiała gwiazda leżąca w odległości 102 lat świetlnych od Słońca[5].
- Psi1 Aquarii (ψ1 Aqr) – układ wielokrotny zawierający planetę pozasłoneczną. Układ składa się z trzech gwiazd, z których słabsze gwiazdy oddalone o 49,6″ tworzą układ podwójny znany pod nazwą HD 219430. Gwiazda jaśniejsza (91 Aqr) jest olbrzymem o typie widmowym K0 i jasności obserwowanej 4,22m, wokół której krąży egzoplaneta o masie 2,9 masy Jowisza[4].
- Zeta (ζ) Aqr – wizualny układ podwójny gwiazd. Składa się z karła z ciągu głównego o typie widmowym F i jasności obserwowanej 4,42m oraz podolbrzyma o typie widmowym F i jasności 4,59m. Obie gwiazdy oddalone są od siebie o około 1,6 sekundy łuku, a ich okres obiegu wynosi 856 lat[4].

### Interesujące obiekty
Pomimo że Wodnik leży daleko od Drogi Mlecznej, zawiera sporą liczbę interesujących obiektów dla obserwatorów amatorów.
- M2 (NGC 7089) – gromada kulista z jasnym jądrem otoczonym przez słabe halo gwiazd. Została odkryta przez Jeana-Dominiquea Maraldi w 1746 roku. Oddalona jest od Słońca o około 37,5 tysięcy lat świetlnych i rozciąga się na obszarze o średnicy 16 minut łuku. Jej jasność obserwowana to 6,5m[4]. Chcąc rozróżnić najjaśniejsze gwiazdy, należy posłużyć się teleskopem o aperturze minimum 100 mm[5].
- NGC 7293 – mgławica planetarna zwana również Mgławicą Ślimaka (Helix Nebula). Czasami nazywana Okiem Boga. Za jej odkrywcę uznaje się Karla Ludwiga Hardinga, który dokonał tego przed 1824. Jest jednym z najbliższych nam obiektów tego typu – jest oddalona jedynie o około 700 lat świetlnych. Rozmiary mgławicy odpowiadają połowie Księżyca w pełni. W centrum rozszerzającego się gazowego pierścienia, powstałego przez odrzucenie przed milionami lat zewnętrznych warstw gwiazdy podobnej do Słońca, świeci gorący biały karzeł o temperaturze około 100 000 K, obserwowany jako gwiazda 13,3m. Chmura pyłu osłaniająca białego karła ma średnicę około dwóch lat świetlnych. Mgławica ta jest stosunkowo jasna (7,3m).
- NGC 7009 – mgławica planetarna, zwana Mgławicą Saturna. Została odkryta przez Williama Herschela w 1782 roku. Mała, ale jasna owalna mgławica o ciemnym wodnistym zabarwieniu z dwoma małymi promieniami, wychodzącymi z jej boków, co powoduje, że wygląda trochę jak Saturn. Mgławica znajduje się w odległości 3000 lat świetlnych od Słońca[5].
- M72 – gromada kulista odkryta przez Pierrea Mechaina w 1780 roku. W 20-centymetrowym teleskopie rozdziela się w miriady drobnych iskierek z wyraźną koncentracją w centrum[1]. Oddalona jest od Słońca o 55,4 tysięcy lat świetlnych.
- M73 – asteryzm składający się z czterech gwiazd odkryty przez Charles’a Messiera w 1780 roku[4]. Ostatnie pomiary wskazują, że gwiazdy te nie są ze sobą powiązane grawitacyjnie[2].
- Spośród wielu galaktyk najłatwiejsza do obserwacji jest NGC 7184, która w teleskopie ukazuje wyraźnie jasne małe, podobne do wrzeciona halo z jaśniejszym jądrem[1].

W naszych czasach przez gwiazdozbiór Wodnika przebiega 24,0° ekliptyki: 1/12 znaku Wodnika i ponad 3/4 znaku Ryby. Słońce wędruje na tle gwiazdozbioru Wodnika pomiędzy 16 lutego a 12 marca. W obrębie tej konstelacji w przyszłości znajdzie się punkt równonocy wiosennej. Ten ważny w astronomii punkt, który wyznacza rektascensję równą 0h, przesunie się wskutek precesji osi obrotu Ziemi z gwiazdozbioru Ryb do konstelacji Wodnika w 2597 roku.

## Planety pozasłoneczne
Wokół gwiazdy Gliese 876 (IL Aqr) krążą cztery planety pozasłoneczne. W roku 2000 odkryto dwie planety; Gliese 876 b i Gliese 876 c, kolejną Gliese 876 d znaleziono w roku 2005. Pięć lat później odkryto czwartą planetę Gliese 876 e krążącą wokół gwiazdy centralnej. Obiekty te oddalone są od Słońca o 15,33 lat świetlnych. Gwiazda jest karłem o typie widmowym M4, masie 0,334 (±0,03) masy Słońca i promieniu 0,36 promienia Słońca. Jej jasność widzialna wynosi 10,17m.

## Roje meteorów
W konstelacji Wodnika znajduje się kilka radiantów rojów meteorów, z których najważniejsze to Eta Akwarydy, związane z kometą Halleya, z maksimum około 5 i 6 maja – do 60 meteorów w ciągu godziny. Delta Akwarydy mają dwa radianty. Z południowego w okolicach 29 lipca nadlatuje około 20 meteorów na godzinę, natomiast z północnego 6 sierpnia około 10 meteorów. Mniejszy rój, Północne jota Akwarydy, nadlatuje również 6 sierpnia, osiągając intensywność 8 meteorów na godzinę.